# AFC Champions League 2013 - Play-off
I Play-off AFC Champions League 2013 sono il turno preliminare a cui prendono parte 6 squadre da 5 nazioni(quattro dall'Asia Occidentale e 2 dall'Asia Orientale). Le vincenti si qualificano per la fase a gironi della Champions League 2013.

## Squadre partecipanti
| Squadra            | Qualificazione                      |
| Asia Occidentale   | Asia Occidentale                    |
| ------------------ | ----------------------------------- |
| Saba Qom           | 4º posto Persian Gulf Cup 2011-2012 |
| Al-Nasr            | 2º posto UAE Pro-League 2011-2012   |
| Al Shabab          | 3º posto UAE Pro-League 2011-2012   |
| Lokomotiv Tashkent | 3º posto Oliy Liga 2012             |
| Asia Orientale     |                                     |
| Brisbane Roar      | vincitore A-League Grand Final 2012 |
| Buriram            | vincitore Thai FA Cup 2012          |

## Asia Occidentale
| Arbitro: | Malik Abdul Bashir |

|                                   |                      |                                       |
| Razaghirad 6’                     | Marcatori            | 89’ Dhahi                             |
| Razaghirad Fallah Wirikom Khalili | Tiri di rigore 3 – 5 | Edgar L. Henrique Ciel Masood Marzooq |

| Arbitro: | Masaaki Toma |

|                                      |           |                           |
| Morimoto 30’ Fardan 78’ Léo Lima 89’ | Marcatori | 71’ Karpenko 76’ Xolmatov |

## Asia Orientale
| Arbitro: | Kim Dong-jin |

|                        |                      |                      |
| Osmar Chappuis Jirawat | Tiri di rigore 3 – 0 | Broich Berisha Meyer |